# DFB-Pokal der Frauen 2010-2011
La DFB-Pokal der Frauen 2010-2011 è stata la 31ª edizione della Coppa di Germania, organizzata dalla federazione calcistica della Germania (Deutscher Fußball-Bund - DFB) e riservata alle squadre femminili che partecipano ai campionati di primo e secondo livello, oltre a una selezione di squadre provenienti dalla Regionalliga come completamento organico, per un totale di 57 società.
Come per la precedente edizione, la finale si è svolta al RheinEnergieStadion di Colonia, il 26 marzo 2011, ed è stata vinta dal 1. FFC Francoforte per l'ottava volta nella sua storia sportiva, superando le avversarie del Turbine Potsdam con il risultato di 2-1. 

## Primo turno
Il sorteggio si è tenuto il 2 luglio 2010. Gli incontri vennero disputati il 7 e 8 agosto 2010.
| Squadra 1                  | Risultato  | Squadra 2             |
| -------------------------- | ---------- | --------------------- |
| Bochum                     | 0 - 3      | Lokomotive Lipsia     |
| ETSV Würzburg              | 2 - 4      | Colonia               |
| ASV Hagsfeld               | 3 - 4      | TB Neckarhausen       |
| Hallescher FC              | 0 - 7      | Gütersloh             |
| Lichterfelder FC           | 2 - 1      | 1. FFC Recklinghausen |
| SV Wilhelmsburg            | 0 - 10     | FFC Oldesloe          |
| ATSV Schermbeckstotel      | 1 - 3      | Cloppenburg           |
| Leipziger FC 07            | 0 - 16     | SG Essen-Schönebeck   |
| Bremer TS Neustadt         | 0 - 11     | TeBe Berlino          |
| Hohen Neuendorf            | 0 - 4      | Herforder             |
| SV Hafen Rostock 61        | 1 - 9      | Magdeburger FFC       |
| Arminia Bielefeld          | 1 - 10     | SV Victoria Gersten   |
| TSV Jahn Calden            | 3 - 1      | Holstein Kiel         |
| TuRa Meldorf               | 0 - 2      | Werder Brema          |
| Blau-Weiß Beelitz          | 0 - 6      | Lübars                |
| Alemannia Aachen           | 0 - 7      | Hoffenheim            |
| Klinge Seckach             | 0 - 18     | Jena                  |
| SpVgg Rehweiler-Matzenbach | 0 - 3      | Sindelfingen          |
| 1. FFV Erfurt              | 0 - 11     | Bayer Leverkusen      |
| FFC Wacker München         | 0 - 5      | Saarbrücken           |
| SV Dirmingen               | 0 - 4      | Crailsheim            |
| Hegauer FV                 | 0 - 7      | Friburgo              |
| FC Bitburg                 | 0 - 3      | FV Löchgau            |
| TuS Wörrstadt              | 3 - 9      | Niederkirchen         |
| Borussia M'gladbach        | 2 - 1(dts) | Sand                  |

## Secondo turno
Il sorteggio si è tenuto il 16 agosto 2010. Gli incontri vennero disputati il 1 settembre 2010 tranne l'ultima l'8 settembre.
| Squadra 1           | Risultato  | Squadra 2           |
| ------------------- | ---------- | ------------------- |
| SGS Essen           | 7 - 0      | Magdeburger FFC     |
| TB Neckarhausen     | 0 - 5      | Colonia             |
| Jena                | 4 - 2(dts) | Friburgo            |
| FC Löchgau          | 1 - 0(dts) | Lokomotive Lipsia   |
| Sindelfingen        | 1 - 2      | Hoffenheim          |
| Saarbrücken         | 3 - 1      | Crailsheim          |
| TSV Jahn Calden     | 1 - 4      | Amburgo             |
| Herforder           | 0 - 6      | 2001 Duisburg       |
| Niederkirchen       | 0 - 4      | Bayern Monaco       |
| Lichterfelder FC    | 0 - 8      | Turbine Potsdam     |
| Wolfsburg           | 5 - 0      | Lübars              |
| TeBe Berlino        | 0 - 3      | FFC Oldesloe        |
| Werder Brema        | 2 - 3      | Gütersloh           |
| Bayer Leverkusen    | 0 - 6      | 1. FFC Francoforte  |
| Borussia M'gladbach | 0 - 1      | Bad Neuenahr        |
| Cloppenburg         | 2 - 4      | SV Victoria Gersten |

## Ottavi di finale
Il sorteggio si è tenuto l'11 settembre 2010. Gli incontri vennero disputati il 23 e 24 ottobre 2010.
| Squadra 1          | Risultato      | Squadra 2           |
| ------------------ | -------------- | ------------------- |
| Amburgo            | 1 - 0          | Hoffenheim          |
| FFC Oldesloe       | 1 - 1(1-3 dtr) | Gütersloh           |
| 1. FFC Francoforte | 11 - 0         | FV Löchgau          |
| Bayern Monaco      | 8 - 0          | SV Victoria Gersten |
| SGS Essen          | 2 - 1          | Colonia             |
| Bad Neuenahr       | 7 - 0          | Saarbrücken         |
| Jena               | 0 - 8          | Turbine Potsdam     |
| Wolfsburg          | 1 - 5          | 2001 Duisburg       |

## Quarti di finale
Il sorteggio si è tenuto il 28 ottobre 2010. Gli incontri, inizialmente previsti in turno unico per il 12 dicembre 2010, a causa delle avverse condizioni climatiche vennero spostati al 30 gennaio e 9 febbraio del 2011.
| Squadra 1       | Risultato | Squadra 2           |
| --------------- | --------- | ------------------- |
| Turbine Potsdam | 1 - 0     | SG Essen-Schönebeck |
| Bad Neuenahr    | 3 - 1     | Amburgo             |
| Bayern Monaco   | 3 - 0     | 2001 Duisburg       |
| Gütersloh       | 0 - 4     | 1. FFC Francoforte  |

## Semifinali
Il sorteggio si è tenuto il 3 febbraio 2011 mentre gli incontri vennero disputati il successivo 27 febbraio.
| Squadra 1          | Risultato | Squadra 2       |
| ------------------ | --------- | --------------- |
| 1. FFC Francoforte | 3 - 1     | Bad Neuenahr    |
| Bayern Monaco      | 2 - 4     | Turbine Potsdam |

## Finale
| Arbitro: | Christina Jaworek (Siesbach) |

|                         |           |              |
| Huth 15’ Garefrekes 48’ | Marcatori | 43’ Nagasato |